# 立法評議会 (ブルネイ)
立法評議会（りっぽうひょうぎかい、マレー語: Majlis Mesyuarat, 英語: Legislative Council）は、ブルネイの立法府である。

## 概要
- 設置年：1984年（ただし、初召集は2004年9月）
- 任期：不定（スルターン（国王）が容認する限り在任可能）
- 定数：不詳
- 選挙制度：全員がスルターンによる任命議員
  - 2005年9月2日に改組が行われ、29人の議員（政府議員14人、非政府議員15人）が任命された。[1]2007年に県代表議員1人が死去。[2]
  - 政府議員と非政府議員に分かれる。前者は、職権議員である政府閣僚、後者は、有識者、ビジネス・宗教・社会等の領域における国家功労者、県代表である。[3]
  - 2011年3月に立法評議会は解散され、同年6月に33人の議員が新たに任命された。[4]